# Héros national de l'Arménie
Le titre de « Héros national de l'Arménie » (en arménien Հայաստանի ազգային հերոս) est le plus haut titre honorifique arménien, institué le 1er avril 1994.

## Récipiendaires
| Nom                 | Qualité          | Date d'attribution | Notes            |
| ------------------- | ---------------- | ------------------ | ---------------- |
| Vazguen Ier         | Catholicos       | 28 juillet 1994    |                  |
| Viktor Ambartsumian | astrophysicien   | 11 octobre 1994    |                  |
| Alex Manoukian      | homme d'affaires | 14 octobre 1994    |                  |
| Movses Gorgissian   | militaire        | 20 septembre 1996  | À titre posthume |
| Geghaznik Mikaelian | militaire        | 20 septembre 1996  | À titre posthume |
| Monte Melkonian     | militaire        | 20 septembre 1996  | À titre posthume |
| Tatoul Krpian       | militaire        | 20 septembre 1996  | À titre posthume |
| Vitia Ayvazian      | militaire        | 20 septembre 1996  | À titre posthume |
| Jivan Abrahamian    | militaire        | 20 septembre 1996  | À titre posthume |
| Youri boghossian    | militaire        | 20 septembre 1996  | À titre posthume |
| Karen Demirtchian   | homme politique  | 27 décembre 1999   | À titre posthume |
| Vazgen Sargsian     | homme politique  | 27 décembre 1999   | À titre posthume |
| Kirk Kerkorian      | homme d'affaires | 27 mai 2004        |                  |
| Charles Aznavour    | chanteur         | 27 mai 2004        |                  |
| Nikolaï Ryjkov      | homme politique  | 5 décembre 2008    |                  |